# Pristiphora subbifida
Pristiphora subbifida är en stekelart som först beskrevs av Thomson 1871.  Pristiphora subbifida ingår i släktet Pristiphora, och familjen bladsteklar. Arten är reproducerande i Sverige.